# Rafael Frühbeck de Burgos
Rafael Frühbeck Frühbeck, conocido por el sobrenombre artístico de Rafael Frühbeck de Burgos (Burgos, 15 de septiembre de 1933 - Pamplona, 11 de junio de 2014), fue un director de orquesta español, de padres alemanes. Desde 2006 fue titular de la Orquesta Filarmónica de Dresde (Alemania) y de la Orchestra Sinfonica Nazionale della RAI de Turín (Italia). Frühbeck de Burgos falleció el 11 de junio de 2014 a causa del cáncer que padecía.

## Biografía
Su padre Wilhelm Frühbeck nació en Pforzheim (Baden-Würtemberg), era óptico y se estableció en Burgos en los años veinte. Se trajo a España a su prometida Stefanie Ochs, con quien se casaría en Burgos. Fueron padres de tres hijos: Guillermo, Rafael y Carlos. Fue su madre la que introdujo a Rafael en el estudio del violín y lo aficionó a la música clásica. Rafael estudió violín, piano y composición musical en los conservatorios de música de Bilbao y Madrid. Se graduó summa cum laude en dirección en la Hochschule für Musik de Múnich y ganó el premio Richard Strauss.
Destacan en su trayectoria los siguientes cargos o nombramientos:
- Director jefe de la Orquesta Sinfónica de Bilbao (1958-1962).[2]
- Director jefe de la Orquesta Nacional de España (el director que en más ocasiones ha ocupado el podio de la OCNE: 1962-1978).[3]
- Director musical de la Orquesta Sinfónica de Düsseldorf (1966-1971).
- Director jefe de la Orquesta Sinfónica de Montreal (1974-1976).
- Director invitado principal de la Orquesta Sinfónica Nacional (Washington D. C.) y de la Orquesta Sinfónica Yomiuri Nippon.
- Director de la Orquesta Sinfónica de Viena (1991-1997).
- Director musical de la Deutsche Oper Berlin (1992-1997).
- Director jefe de la Rundfunk-Sinfonieorchester Berlin (1994-2000).

Desde septiembre de 2001 fue director jefe de la Orchestra Sinfonica Nazionale della RAI, y desde la temporada 2004-2005 director musical de la Dresdner Philharmonie. Además, desde la temporada 2012/13 era director titular de la Orquesta de la Radio Danesa; renunció en junio de 2014 por motivos de salud, pocos días antes de su muerte.
Fue también miembro de la Real Academia de Bellas Artes de San Fernando y doctor honoris causa por las universidades de Navarra y de Burgos.
Grabó con diversos sellos discográficos. Son especialmente destacables sus interpretaciones del oratorio Elias de Mendelssohn, el Réquiem de Mozart, los Carmina Burana de Carl Orff, la ópera Carmen de Bizet, y de las obras orquestales de Manuel de Falla.